# جاو (مصطلح)

جاو  (لغة هولندية: gouw، اللغة الفريزية الغربية: gea أو goa) هي مصطلح ألماني لمنطقة داخل بلد ما، غالباً ما تكون مقاطعة سابقة أو حالية. وكان يستخدم في العصور الوسطى، عندما يمكن أن ينظر إليه على نحو المقابلة لإنجلترا شيري. تم احياؤها استخدام الإداري للمصطلح كما إحدى وحداتها خلال الفترة من ألمانيا النازية في عام 1933 و[ندش]؛ 1945. لا يزال يظهر اليوم في أسماء الإقليمية، مثل Ambergau.